# マックス・ティドフ
マックス・ティドフ（Max Tidof、1960年 - ）は、ドイツの俳優。

## 出演作品
- エアポート/トルネード・チェイサー
- LOST ISLAND　ロスト・アイランド
- シークレット・ルーム
- マグダレーナ/『きよしこの夜』誕生秘話
- くたばれアマデウス!